# 페이페이 리

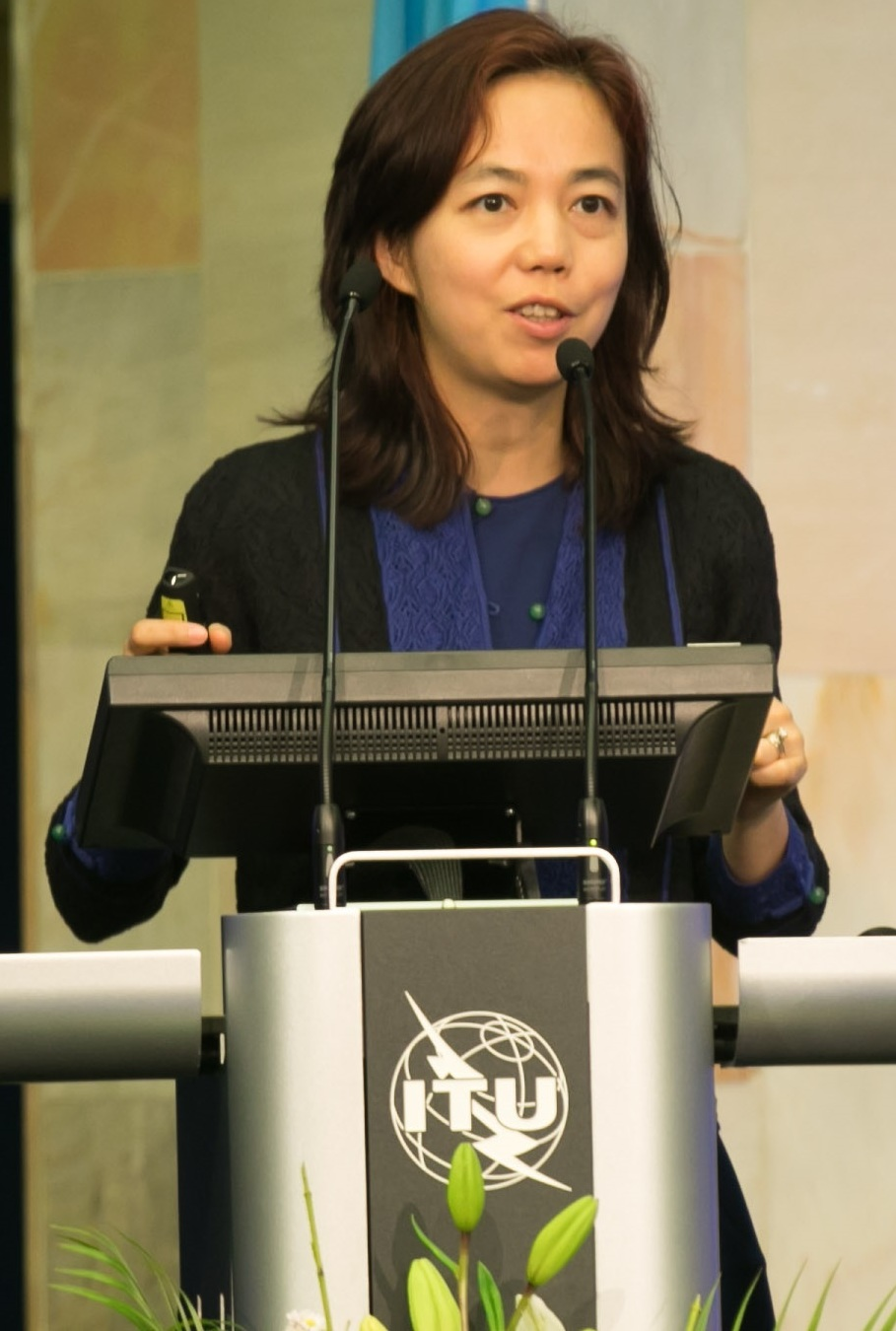

리페이페이(李飞飞, 1976년 7월 3일 ~ ) 또는 페이페이 리(Fei-Fei Li)는 중국계 미국인 여자 컴퓨터 비전 연구자이자 이미지넷 설립자이다.
2010년대 컴퓨터 비전의 급속한 발전을 가능하게 한 데이터 세트인 이미지넷을 구축한 것으로 가장 잘 알려져 있다. 또한 스탠퍼드 대학교의 세쿼이아 캐피털 컴퓨터 과학 교수이다. 또한 스탠포드 인간 중심 인공지능 연구소의 공동 이사이자 스탠포드 비전 및 학습 연구소의 공동 이사이다. 또한 Google Cloud의 AI/ML 수석 과학자로 재직했으며 2013년부터 2018년까지 스탠퍼드 인공지능 연구소의 소장을 역임했다.
2017년에 인공지능 분야의 다양성과 포용성을 높이기 위해 노력하는 비영리 단체인 AI4ALL을 공동 창립했다. 연구 전문 분야에는 인공지능, 기계 학습, 딥 러닝, 컴퓨터 비전 및 인지신경과학이 있다.
2023년 Time 100 AI Most Influential People 목록에 이름을 올렸으며 같은 해 인공지능에 기여한 공로로 Intel Lifetime Achievements Innovation Award를 수상했다. 2020년에 미국공학한림원과 미국 의학 아카데미, 2021년에는 미국 예술 과학 아카데미의 회원으로 선출되었다.

## 생애
1976년 중국 베이징에서 태어나 쓰촨성 청두에서 자랐다. 12살 때, 아버지는 중국에서 뉴저지주 파시패니로 이주했다. 16살이 되었을 때 어머니와 함께 미국으로 갔다. 고등학교에 다니는 동안 주말에는 가족이 운영하는 드라이클리닝 매장에서 일했다. 1995년 파시패니 고등학교를 졸업했다.
프린스턴 대학교에서 학부 과정을 이수했다. 1999년 프린스턴 대학교에서 물리학 전공으로 예술학사 학위를 받았다. 그 후 캘리포니아 공과대학 에서 대학원 과정을 이수하여 2001년에 전기공학 석사 학위를, 2005년에 전기공학 박사 학위를 취득했다.
2023년 8월 3일, 리가 안토니우 구테흐스 유엔 사무총장이 설립한 유엔 과학 자문 위원회 위원으로 임명되었다고 발표되었다. 2024년, 동료 3명과 함께 3차원 물리적 세계가 어떻게 작동하는지 이해할 수 있는 "공간 지능" AI 기술을 개발하기 위해 설립한 World Labs라는 스타트업을 위해 2억 3천만 달러를 모금했다.

## 경력 및 연구
2005년부터 2006년까지 일리노이 대학교 어배너-섐페인의 전기 및 컴퓨터 공학과에서 조교수로 재직했고, 2007년부터 2009년까지는 프린스턴 대학교 컴퓨터 과학과에서 조교수로 재직했다. 그녀는 2009년 조교수로 스탠포드에 합류했고, 2012년 종신 테뉴어를 가진 준교수로 승진한 후 2018년에는 정교수로 승진했다. 리는 2013년부터 2018년까지 스탠퍼드에서 스탠퍼드 인공지능 연구소 (SAIL)의 소장을 역임했다. 연구는 컴퓨터 비전, 딥러닝, 인지신경과학에 집중되어 있으며, 300개 이상의 심사평가 논문이 게재되었다. 리는 스탠포드 대학의 전 총장인 존 에체멘디 박사와 함께 스탠포드 대학 수준 이니셔티브인 인간 중심 AI 연구소의 창립 공동 이사가 되었다. 이 연구소는 인간의 상태를 개선하기 위해 AI 연구, 교육, 정책 및 활동을 발전시키려는 리의 목표에 부합한다.
리는 2007년 프린스턴에 재직하는 동안 AI의 객체 인식을 발전시키도록 설계된 대규모 시각적 데이터베이스인 이미지넷의 개발을 주도했다. 이 프로젝트는 Amazon Mechanical Turk를 사용하여 1,400만 개가 넘는 이미지에 레이블을 지정하는 것이었으며, 이를 통해 이미지넷 대규모 시각 인식 챌린지(ILSVRC)가 탄생했다. 이 챌린지는 딥 러닝의 발전을 촉진하고 이미지 분류 성능의 획기적인 개선으로 이어졌다. 이 데이터베이스는 컴퓨터 비전 분야의 주요 병목 현상, 즉 머신 러닝 모델을 훈련하는 데 필요한 대규모 주석이 달린 데이터 세트가 부족하다는 문제를 해결했다. 오늘날 이미지넷은 자율주행차, 얼굴 인식, 의료 영상 분야의 발전을 뒷받침하는 초석적인 혁신으로 평가받고 있다.
리는 2017년 1월부터 2018년 가을까지 스탠포드 대학에서 휴직한 후 구글 클라우드 AI/ML 부문 수석 과학자 겸 부사장으로 합류했다. 구글에서 AI 기술을 민주화하고 기업과 개발자의 진입 장벽을 낮추는 데 집중했다. 여기에는 AutoML과 같은 제품 개발이 포함된다.
2017년 9월, 구글은 드론 카메라가 촬영한 이미지를 해석하기 위해 AI 기술을 사용하는 것을 목표로 하는 Project Maven이라는 국방부 계약을 체결했다. 구글은 Project Maven에 대한 회사의 작업에 항의한 직원들에게 그들의 역할은 "공격적인 목적이 아닌 특정 목적을 위해 특별히 범위가 정해졌다"고 말했다. 2018년 6월, 구글은 직원들에게 계약 갱신을 요청하지 않을 것이라고 말했다. 나중에 기자들에게 유출된 내부 이메일에서 리는 Project Maven에서 구글 클라우드의 역할에 대한 열정을 표명했지만, 군사적 AI가 대중의 마음속에서 자율 무기의 위험과 연결되어 있다고 말하며 AI 구성 요소를 언급하지 말라고 경고했다. 유출된 이메일에 대해 질문을 받은 리는 뉴욕 타임스에 "나는 인간 중심의 AI가 사람들에게 긍정적이고 자비로운 방식으로 이익을 줄 것이라고 믿다. AI를 무기화하는 것으로 생각되는 어떤 프로젝트에도 참여하는 것은 내 원칙에 크게 어긋난다."라고 말했다.
2018년 가을, 리는 구글을 떠나 스탠포드 대학으로 돌아와 교수직을 계속 수행했다.
2020년 5월, 리는 독립 이사로 트위터 이사회에 합류했다. 2022년 10월 27일, 일론 머스크가 회사를 인수한 후 리와 다른 8명이 트위터의 9인 이사회에서 없어져 일론이 유일한 이사가 되었다.
리는 미국공학한림원(2020년), 미국 의학 아카데미(2020년), 미국 예술 과학 아카데미(2021년)에 헌액되는 등 수많은 찬사를 받았다. 2025년에 그녀는 딥 러닝 발전에 기여한 공로를 인정받아 엘리자베스 여왕 공학상을 수상했다.

### 연구
리는 2007년 프린스턴 대학에 재학 중 인지 심리학자 어빙 비더먼의 추정에 영감을 받아 대규모 시각적 데이터 세트를 구축한다는 목표로 이미지넷을 개발하기 시작했다. 이 추정에 따르면 인간은 약 30,000개의 사물 범주를 인식한다. 이 프로젝트는 규모가 비실용적이라고 생각한 동료들의 초기 회의론에 직면했지만 Li는 개발을 계속했고 궁극적으로 아마존 MTurk를 사용하여 22,000개 범주에 걸쳐 1,400만 개가 넘는 이미지에 레이블을 지정하는 데 도움을 주었다. 컴퓨터 비전 분야에서 리의 연구는 자연스러운 장면 이해 또는 이후 이미지 스토리텔링이라고 불리는 작업 분야에 기여했다. 그녀는 2016년 국제 패턴 인식 협회로부터 이 분야에서의 업적을 인정받았다. 그녀는 2015년 밴쿠버에서 열린 TED 메인 무대에서 강연을 했다.

### 교육
그녀는 "컴퓨터 비전을 위한 딥 러닝"에 대한 스탠퍼드 과정 CS231n을 가르치고 있으며 이 과정의 2015년 버전은 이전에 코세라에서 온라인으로 제공되었다. 그녀는 또한 컴퓨터 비전에 대한 입문 수업인 CS131을 가르쳤다.